# Шварц Ісаак Йосипович
Ісаак Йосипович Шварц (13 травня 1923, Ромни, Полтавська губернія — 27 грудня 2009, Сіверський, Ленінградська область, Росія) — радянський та російський композитор, Заслужений діяч мистецтв РРФСР (1984), Народний артист Росії (1996), лауреат Державної премії Росії. Автор симфонічних творів, а також музики до численних вистав та фільмів.
Закінчив Ленінградську консерваторію (1951). Шварц був автором симфонічних творів, а також музики до численних вистав і кінофільмів. Йому належить авторство музики до таких картин, як «Біле сонце пустелі», «Зірка привабливого щастя», «Солом'яний капелюшок», «Сто днів після дитинства». Серед режисерів, з якими працював Шварц — Ромм, Пир'єв, Герман, Швейцер, Лунгін. Довгий час Шварц працював і дружив з Булатом Окуджавою, разом вони створили 32 пісні.
Ісаак Шварц був удостоєний гран-прі на багатьох міжнародних кінофестивалях, тричі — лауреат премії «Ніка».

## Фільмографія
Автор музики до кінофільмів:
- 1958 — Наш кореспондент
- 1959 — Неоплачений борг
- 1960 — Балтійське небо
- 1961 — Брати Комарови
- 1961 — Будні і свята
- 1961 — Найперші
- 1962 — Дикий собака дінго
- 1962 — Порожній рейс
- 1964 — Фро
- 1965 — Робоче селище
- 1966 — Хто придумав колесо?
- 1967 — Женя, Женечка і «Катюша»
- 1967 — Сьомий супутник
- 1967 — Чотири сторінки одного молодого життя
- 1968 — Живий труп
- 1969 — Брати Карамазови
- 1969 — Сімейне щастя
- 1969 — Тільки три ночі
- 1970 — Біле сонце пустелі
- 1970 — Повернення «Святого Луки»
- 1970 — Зелені ланцюжки
- 1970 — Карусель
- 1971 — Перевірка на дорогах
- 1971 — Розкажи мені про себе
- 1972 — Справи давно минулих днів
- 1972 — Єгор Буличов та інші
- 1972 — Карпухін
- 1972 — Станційний доглядач
- 1973 — Був справжнім трубачем
- 1973 — Де це бачено, де це чувано
- 1973 — Капітан
- 1973 — Пожежа у флігелі, або Подвиг в льодах
- 1973 — Чорний принц
- 1974 — Сто днів після дитинства
- 1974 — Солом'яний капелюшок
- 1975 — Втеча містера Мак-Кінлі]]
- 1975 — Дерсу Узала
- 1975 — Зірка привабливого щастя
- 1975 — Остання жертва
- 1975 — Строгови
- 1976 — Блакитний портрет
- 1976 — Життя і смерть Фердинанда Люса
- 1976 — Мелодії білої ночі
- 1977 — Вороги
- 1977 — Запасний аеродром
- 1977 — Золота міна
- 1977 — Смішні люди!
- 1978 — В день свята
- 1978 — Двоє в новому будинку
- 1979 — Активна зона
- 1979 — Друга весна
- 1980 — Не стріляйте в білих лебедів
- 1980 — Канікули Кроша
- 1980 — З життя відпочиваючих
- 1980 — Рятувальник
- 1981 — Білий ворон
- 1981 — Товариш Інокентій
- 1982 — Вибрані
- 1982 — Крадіжка
- 1982 — Нас вінчали не в церкві
- 1982 — Спадкоємиця по прямій
- 1982 — Залишити слід
- 1983 — Летаргія
- 1983 — Обрив
- 1983 — Блондинка за рогом
- 1983 — Двоє під однією парасолькою
- 1983 — Троє на шосе
- 1984 — Капітан Фракасс
- 1984 — Невідомий солдат
- 1984 — Ольга й Костянтин
- 1984 — Неймовірне парі, або Істинна пригода, що благополучно завершилася сто років тому
- 1985 — Вийти заміж за капітана
- 1985 — Діти сонця
- 1985 — Законний шлюб
- 1985 — Площа Повстання
- 1985 — Польова гвардія Мозжухіна
- 1985 — Софія Ковалевська
- 1986 — Парасолька для молодят
- 1986 — Лицем до лиця
- 1986 — Чужа Біла і Рябий
- 1987 — Така-от історія…
- 1987 — Жив-був Шишлов
- 1987 — Чоловічі портрети
- 1988 — Вам що, наша влада не подобається?!
- 1988 — Ви чиї, старі?
- 1988 — Пропоную руку і серце
- 1988 — Есперанса
- 1989 — Не зійшлися характерами
- 1989 — Засуджений
- 1989 — Сірано де Бержерак
- 1990 — Золота шпага
- 1990 — Мордочка
- 1990 — Папуга, що говорить на їдиш
- 1991 — Геніальна ідея
- 1991 — Молода Катерина
- 1991 — Не будите сплячого собаку
- 1992 — Білий король, червона королева
- 1992 — Будь проклята ти, Колима …
- 1992 — Луна-парк
- 1992 — Самітник
- 1993 — Ця жінка у вікні
- 1994 — Біле свято
- 1994 — Веселенька поїздка
- 1994 — Мадемуазель О.
- 1996 — Несуть мене коні…
- 1999 — Одна любов душі моєї (серіал)
- 2000 — Послухай, чи не йде дощ
- 2000 — Імперія під ударом (серіал)
- 2000 — Справжні пригоди
- 2001 — Дикарка
- 2004 — Рік Коня: Сузір'я скорпіона
- 2004 — Замислив я втечу … (серіал)
- 2004 — Шахіст (серіал)
- 2007 — Дім на набережній

у тому числі українських:
- «Двоє під однією парасолькою» (1983),
- «Капітан Фракасс» (1984, т/ф),
- «Де ти був, Одіссей?» (1987, т/ф);
- «Жив-був Шишлов» (1988),
- «Папуга, що говорить на ідиш» (1990),
- «Веселенька поїздка» (1994).